# Oed-Öhling
Oed-Öhling là một thị trấn ở huyện Amstetten trong bang Niederösterreich ở nước Áo. Đô thị này có diện tích 10,62 km², dân số năm 2001 là 1561 người.